# Jan Štibingr
Jan Štibingr (* 16. února 2000 Praha) je český lední hokejista hrající na pozici obránce.

## Život
Hokejově vyrůstal v klubu HC Slavia Praha. Když mu bylo deset let, zúčastnil se v pražských Letňanech kempu, jehož hlavní hvězdou byl český hokejový útočník Roman Červenka, který mladým hráčům předával své zkušenosti. Sezónu 2016/2017 strávil v severní Americe, v klubu Monticello/Annandale/Maple Lake, jenž hraje United States High School, Minnesota (USHS-MN). Po roce se ale vrátil zpět do České republiky a během sezóny 2017/2018 prvně nastoupil mezi muži. Stalo se tak v deseti zápasech v barvách pražské Slavie. Za juniory a muže tohoto celku hrál i v sezóně 2018/2019. Štibingr také postupně patřil do výběrů reprezentačních výběrů své vlasti do osmnácti a devatenácti let.